# Véres vasárnap (1972)

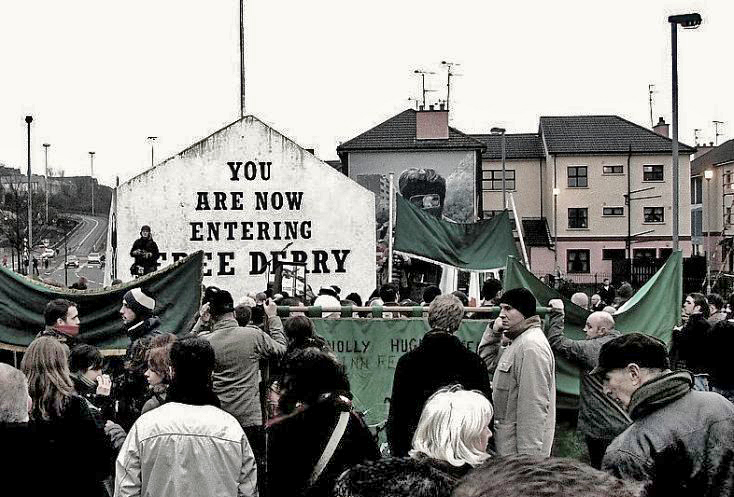
Bloody Sunday memorial march

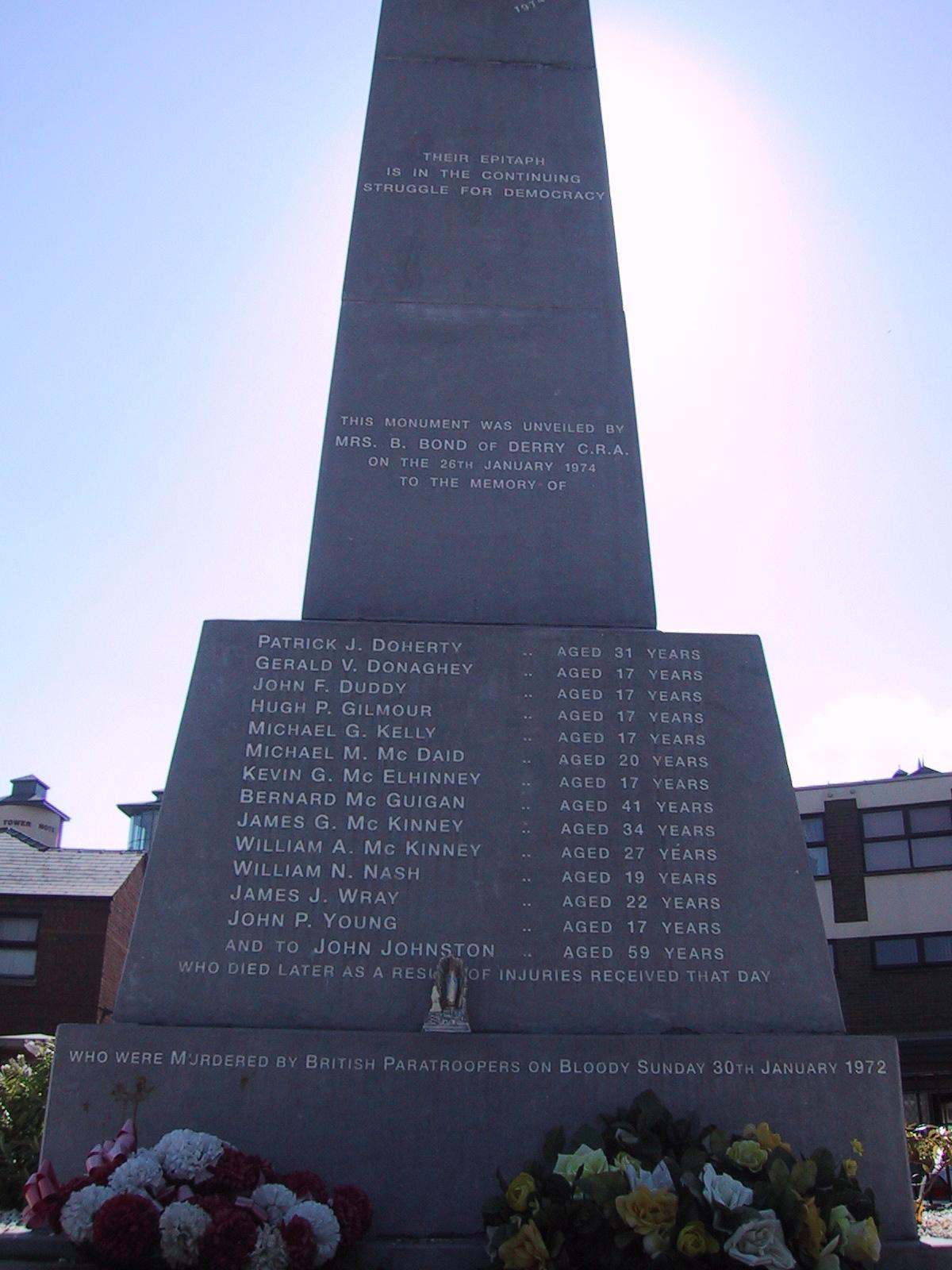
Emlékoszlop a helyszínen a 14 halálos áldozat nevével

1972. január 30-án, a brit hadsereg katonái tüzet nyitottak ír szabadságjogi tüntetőkre az észak-írországi Londonderry Bogside kerületében. Az esemény véres vasárnapként (angolul Bloody Sunday) vonult be a történelembe. A hadsereg és a tüntetők közötti összecsapásban 13 fegyvertelen civil meghalt és további 15 ember megsebesült (egyikük később belehalt a sérüléseibe). Londonderry katolikus részén  a tűzfalakat annak a tizennégy embernek az idealizált arcképei díszítik, akiket a brit ejtőernyős ezred első zászlóalja lőtt le az utcákon.

## Mi is történt?
Mind az írek, mind a britek másként ítélik meg a történteket. A mai napig viták övezik, hogy valójában hányan is tüntettek azon a napon. A különböző források 5 000 és 30 000 közé teszik a protestálók számát. A tüntetők a városházához akartak vonulni, de meg kellett változtatni az útvonalat, mert a hadsereg elbarikádozta az utat. Egy kisebb csoport kivált a tömegből, hogy a barikádokon át, az eredeti tervüknek megfelelően eljussanak a városházához. Miközben a katonákat szidalmazták, köveket dobáltak feléjük. Válaszként vízágyút, könnygázt és gumilövedéket vetett be a hadsereg. Az ehhez hasonló összecsapások mindennaposak voltak Észak-Írországban. Amikor a brit parancsnokságra eljutott a hír, hogy a körzetben egy IRA orvlövész tevékenykedik, kiadták a parancsot, hogy éles lőszert vessenek be. A tömeg menekülni kezdett, miközben az előrevonuló ejtőernyős zászlóalj katonái több mint száz töltényt lőttek ki a tüntetőkre. A 13 halálos áldozat közül 6 még fiatalkorú volt. A korabeli beszámolók alapján mindegyikük fegyvertelen. A 14 sérült közül 12 embert sebesítettek meg a lövedékek, 2 embert a páncélozott járművek gázoltak el. Szemtanúk beszámolója szerint a katonák földön fekvő sebesülteket is meggyilkoltak és tüzet nyitottak a sebesülteket ellátni próbáló orvosokra is. A helyszínen többeket letartóztattak, számos civil eltűnt vagy évekre börtönbe került.

## Utóélete
Az esemény a brit sajtóban évekig tabutémának számított. 
2010 júniusában, az események után 38 évvel, egy angol vizsgálóbizottság jelentésének elkészülte után David Cameron brit miniszterelnök bocsánatot kért.

## Emlékezete
Az eseménynek állít emléket a U2 együttes Sunday, Bloody Sunday című dala.Sunday, Bloody Sunday